# Elezagići
Elezagići (szerbül: Елезагићи), falu Gradiška községben, Bosznia-Hercegovinában, Bosanska krajina területén, a Szerb Köztársaságban. 

## Fekvése
Bosznia-Hercegovina északi részén, Banja Lukától légvonalban 30, közúton 41 km-re északra, községközpontjától légvonalban 10, közúton 15 km-re délre, 98-102 méteres magasságban, a Jurkovica és Borna folyók közötti síkságon fekszik. Több, kis településből áll.

## Népessége
| Nemzetiségi csoport | Népesség 1991 | Népesség 2013 |
| ------------------- | ------------- | ------------- |
| Szerb               | 552           | 555           |
| Bosnyák             | 0             | 0             |
| Horvát              | 1             | 1             |
| Jugoszláv           | 4             | 0             |
| Egyéb               | 4             | 1             |
| Összesen            | 561           | 557           |

## Története
Elezagići neve a hagyomány szerint török eredetű, olyannyira, hogy a szerb falu lakói meg akarták változtatni a település nevét, mondván, hogy az az Oszmán Birodalom idejéből származik, így ezeken a területeken a törökséget képviseli. A helyi közösség lakosságának viszont több mint 95 százaléka ortodox vallású, ezért kérték az illetékes hatóságok segítségét.
A település 1878-ig tartozott az Oszmán Birodalomhoz, ekkor a berlini kongresszus határozata alapján az Osztrák-Magyar Monarchia része lett. 1879-ben az első osztrák-magyar népszámlálás során a Berbir községhez tartozó településnek 54 háztartása és 371 ortodox szerb lakosa volt. 1910-ben a Bosanska Gradiškai járáshoz és Rogolje községhez tartozó településen 76 háztartást, 465 ortodox szerb és 7 muszlim lakost találtak. A monarchia szétesésével 1918-ban előbb a Szerb-Horvát-Szlovén Királyság, majd 1929-től a Jugoszláv Királyság része. Jugoszlávia megszállása után a település a Független Horvát Állam (NDH) része lett. A falu 1945-től a szocialista Jugoszlávia része volt. A boszniai háború idején a Boszniai Szerb Köztársaság része volt. A daytoni békeszerződést követő területfelosztásnál Bosanska Gradiška község részeként a Szerb Köztársaság területéhez került. 

## Nevezetességei
- Az Úr Mennybementele tiszteletére szentelt ortodox templomát 1985-ben szentelték fel. A rogolji plébániához tartozik.